# Зальцман, Пнина
Пнина Зальцман (24 февраля 1922, Тель-Авив — 16 декабря 2006, Тель-Авив) — израильская пианистка, которую международные музыкальные критики причисляли к пятерке самых выдающихся пианистов современности.

## Биография
Пнина Зальцман родилась в Тель-Авиве в семье выходцев из России, для которых основными ценностями были ценности духовные. Родители содействовали её тяге к обучению игре на фортепиано. В семилетнем возрасте Пнина продемонстрировала свои достижения в фортепианном искусстве знаменитому французскому пианисту Альфреду Корто, который выступал в Эрец-Исраэль. Корто пригласил девочку учиться в его классе в Париже, в Академии музыки. Ей было 8 лет, когда она начала учиться в Академии наряду со взрослыми студентами, при поддержке специальной стипендии семейства Ротшильд. В числе преподавателей Пнины Зальцман: Игорь Стравинский (композиция), Пабло Казальс (камерная музыка), Надя Буланже (история музыки), Артур Рубинштейн, Артур Шнабель и сам Альфред Корто (фортепиано).
В 1939 году Пнина Зальцман впервые выступает с Филармоническим оркестром Эрец-Исраэль. По причине разразившейся Второй мировой войны она не смогла вернуться во Францию и осталась в Палестине (Эрец-Исраэль). В годы войны Пнина Зальцман выступала в Эрец-Исраэль и в Египте, и многие свои концерты посвящала благородной цели — сбору пожертвований на благо ишува и ИФО.
В 1960 году Пнина Зальцман отправилась в кругосветное турне с ИФО. В 1963 году Пнина Зальцман стала первой израильской пианисткой, выступившей в Советском Союзе.
В течение всех последующих лет Пнина Зальцман выступала практически на всех континентах, во многих странах мира. Ей рукоплескали Европа, США, Канада, Китай и Япония, Австралия и Новая Зеландия, Южная Америка и Африка. В числе дирижёров, с которыми она играла: Поль Ферье, Георг Шолти, Зубин Мета, Шарль Мюнш и многие другие.
Пнина Зальцман в течение ряда лет возглавляла жюри престижного конкурса пианистов имени Рубинштейна. Пнина Зальцман был членом жюри конкурса пианистов Сантандера Паломы О'Ши в 1992 годах. 
В 2006 году Пнина Зальцман была награждена премией Израиля за выдающиеся заслуги в области классического пианизма. Ей была также присуждена премия «За дело жизни» имени Франка Пелега.